# بزرگراه میان‌ایالتی ۹۳
بزرگراه میان ایالتی ۹۳ (به انگلیسی: Interstate-93، مخفف:I-93) یکی از بزرگراه‌های میان ایالتی آمریکاست؛ که مسیر شمالی-جنوبی داشته و زیرمجموعه دارد.